# Oonops longespinosus
Oonops longespinosus är en spindelart som beskrevs av Denis 1937. Oonops longespinosus ingår i släktet Oonops och familjen dansspindlar.
Artens utbredningsområde är Algeriet. Inga underarter finns listade i Catalogue of Life.